# Гарсиа Моренте, Мануэль
Мануэль Гарсиа Моренте (исп. Manuel García Morente; 22 апреля 1886, Архонилья, Андалусия — 7 декабря 1942, Мадрид) — испанский философ-идеалист, переводчик. Священник. Педагог, профессор этики в Университете Комплутенсе Мадрида. Доктор философии. Действительный член Королевской Академии моральных и политических наук.

## Биография
Родился в семьей андалузских землевладельцев. Учился в лицее Байонна. Окончил в 1905 году университет Бордо, продолжил обучение в мадридском Свободном научном институте (Institución Libre de Enseñanza). Совершил поездку в Германию (Марбург, Берлин и Мюнхен).
Докторскую диссертацию о философии Канта защитил в 1911 году в Мадриде. В 1924 году получил кафедру этики в мадридском Центральном университете.
В 1936 году М. Гарсиа Моренте, как противник Второй Испанской Республики, эмигрировал во Францию, а затем в Аргентину, где был профессором в Национальном университете Тукуманы.
После победы Франко в 1939 году вернулся в Испанию и примкнул к сторонникам философии томизма.
Незадолго до смерти М. Гарсиа Моренте принял сан священника.

## Научная деятельность
Плодовитый переводчик на испанский язык европейских философских трудов, особенно, немецких.
Перевёл ряд произведений Декарта, Канта, Гуссерля и Шпенглера.
Испытал сильное влияние экзистенциалиста М. Хейдеггера и, особенно, испанского идеалиста Х. Ортега-и-Гасета.
Борясь против материалистического понимания истории, М. Гарсиа Моренте выдвинул положение о детерминированности общественного прогресса развитием человеческого духа, совершающимся через познание идеальных ценностей («Проблематика жизни» — «Problematice de la vida», 1942).

## Избранные труды
- Crítica de la Razón Práctica (1913)
- La filosofía de Kant, una introducción a la filosofía (Madrid, 1917)
- Lecciones preliminares о Filosofia
- La filosofia de Bergson (Madrid, 1917)
- Ensayos sobre el progreso (Madrid, 1932)
- Fundamentos de filosofia, introducción a la filosofia (Madrid, 1943 (в соавт.).